# 버스 정류장 (영화)
버스 정류장(Bus Stop)은 미국에서 제작된 조슈아 로간 감독의 1956년 코미디, 드라마, 멜로/로맨스 영화이다. 마릴린 먼로 등이 주연으로 출연하였고 버디 애들러 등이 제작에 참여하였다.

## 출연

### 주연
- 마릴린 먼로
- 돈 머레이

### 조연
- 아서 오코넬
- 베티 필드
- 에일린 헤커트
- 로버트 브레이
- 호프 레인지
- 한스 콘리드
- 막스 쇼워터

## 제작진
- 원작자: 윌리엄 잉게
- 의상: 트라빌라